# Juraj Šporer
Juraj Matija Šporer (Karlovac, 24. veljače 1795. – Rijeka, 1. kolovoza 1884.) liječnik. 
Gimanziju je pohađao u Zagrebu, potom Senju i završio u Zagrebu. Filozofiju i medicinu diplomirao je u Beču, gdje je promoviran za doktora 1819. godine. Bio je odličan medicinski stručnjak i napisao je mnogo rasprava, danas je značajan što je bio preteča Ilirskog pokreta.
U Beču je 1818. htio pokrenuti “Oglasnik ilirski” koji bi u jezičnom pogledu bio “hrvatskom, slavonskom, dalmatinskom i istrijanskom izgovoru tako priređen, da od svakog bolje zemući, uvik prid oči ima bude, svakome po moći razumjen se učinit...”

## Djela
- Oglasnik ilirski, Beč, 1818.